# Willem Hielkema (journalist)

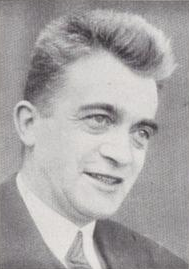
Willem Hielkema

Willem Hielkema (Gorredijk, 14 december 1887 - Leeuwarden, 15 juni 1944) was een Friese journalist, schrijver, tekenaar en toneelregisseur. 
Hij werkte voor het Nieuwsblad voor Friesland en het Leeuwarder Nieuwsblad. Zijn bijdragen lagen vooral op het gebied van geschiedenis en folklore. Hij heeft onder andere geschreven over uilenborden en de Friese Bijbelvertaling.

## Loopbaan

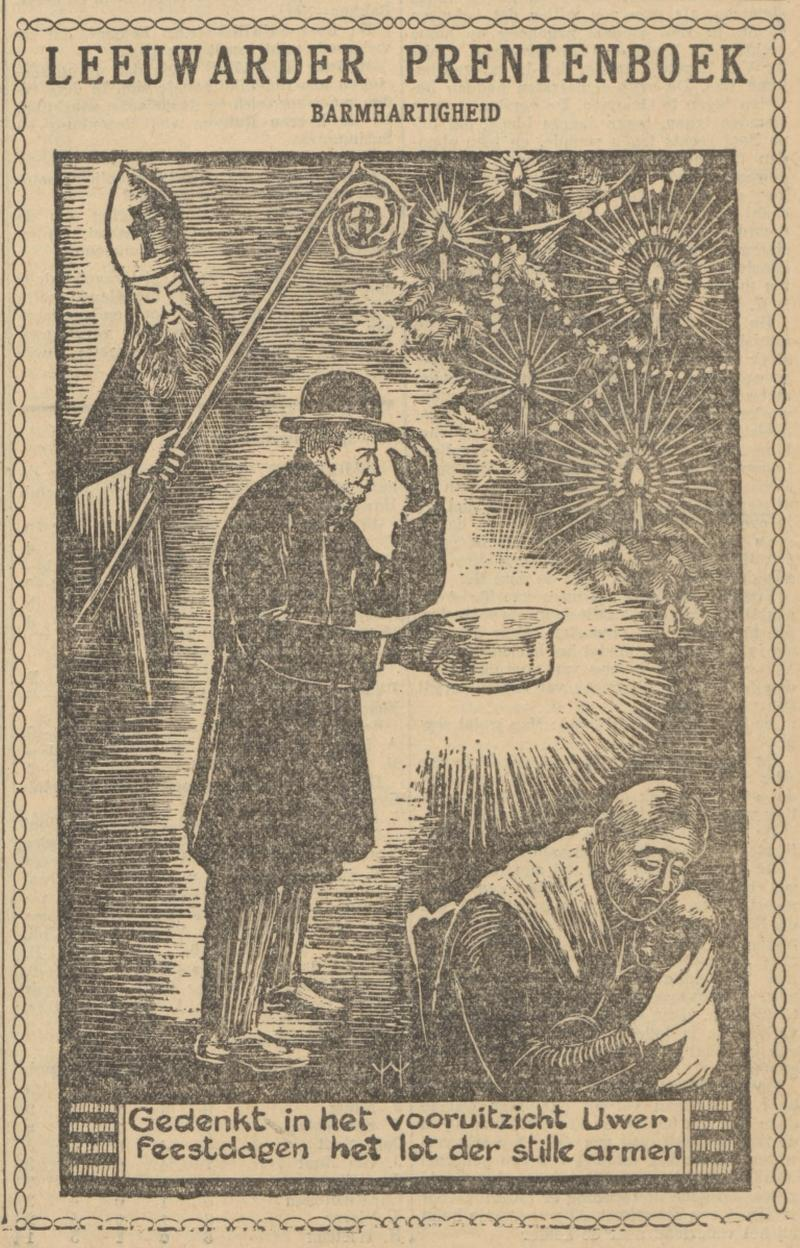
Leeuwarder prentenboek 1 december 1934: Barmhartigheid

Willem Hielkema bezocht de hbs in Heerenveen. In 1906 trad hij, na het behalen van zijn HBS-diploma, in dienst van het Nieuwsblad voor Friesland. Zijn journalistieke loopbaan werd enige jaren onderbroken door zijn benoeming als ambtenaar bij het Rijksopvoedingswezen. In 1926 kwam hij wederom in dienst bij het Leeuwarder Nieuwsblad en het Nieuwsblad van Friesland. In 1937 werd hij hoofdredacteur van het Nieuwsblad van Friesland.
Als toneelleider en algemeen raadsman van toneelgezelschap "Ljouwter Toaniel Selskip" was hij tevens verantwoordelijk voor het regisseren van de eerste  Friese speelfilm "Kar út Twa" (Keuze uit twee). Verschillende acteurs uit het toneelgezelschap waar Hielkema sinds 1933 leiding aan gaf, speelden mee in de film.
In 1935 was hij verantwoordelijk voor de organisatie van de optochten door Leeuwarden ter gelegenheid van het 500-jarig bestaan van Leeuwarden als stad sinds zij in 1435 stadsrechten verwierf. Tevens was hij schrijver en regisseur van het openluchtspel "Leeuwarden Eén", dat werd opgevoerd in de Prinsentuin tijdens de stadsfeesten ter gelegenheid van 500 jaar Leeuwarden.
Als tekenaar pende hij iedere week een politieke prent "Leeuwarder Prentenboek" die verscheen in het Leeuwarder Nieuwsblad onder het pseudoniem 'Kraaiepootje'. In een interview gaf Hielkema aan dat hij liever tekenleraar was geworden maar dat door de drukte van het krantenwerk het er niet van gekomen is.
Toen als gevolg van de persreorganisatie op 12 september 1942 de Friesche Courant werd opgericht, waarin de Leeuwarder Courant en het Leeuwarder Nieuwsblad werden opgenomen, werd Hielkema plaatsvervangend hoofdredacteur.
Sinds 1941 was Hielkema tevens voorzitter van het gewest Friesland van het Verbond van Nederlandse Journalisten. Willem Hielkema is de vader van journalist Menno Hielkema die in zijn voetsporen trad als journalist en schrijver van onder andere de boeken: “Het fenomeen Snip en Snap” en “Johan Kaart: Ik moet nog iets bekennen”.